# Manuel José Luís Bucuane
Manuel José Luís Bucuane   (Maputo, 16 d'agost de 1973), anomenat Tico-Tico, és un exfutbolista moçambiquès de la dècada de 2000.
Fou internacional amb la selecció de futbol de Moçambic.
Pel que fa a clubs, destacà a Estrela da Amadora i Jomo Cosmos.